# Аргауский диалект
Аргауский диалект (нем. Aargauerisch) — диалект немецкого языка, распространённый в центральном районе швейцарского кантона Аргау. Основная часть диалекта расположена в диалектной переходной области между восточной и западной группами верхнеалеманнского диалекта. В этих двух областях диалект переходит в восточный и западный поддиалекты, соответственно.